# Малая Зверяевка
Малая Зверяевка — село в Токарёвском районе Тамбовской области России. 
Входит в Александровский сельсовет.

## География
Расположено в 25 км к северо-востоку от районного центра, рабочего посёлка Токарёвка.

## Население
| 2002 | 2010 |
| ---- | ---- |
| 357  | ↘253 |

Согласно результатам переписи 2002 года, в национальной структуре населения русские составляли 92 % от жителей.

## История
До 2009 года село являлось административным центром Малозверяевского сельсовета.